# LG X screen
LG X screen(えるじー えっくす すくりーん)は、韓国のLGエレクトロニクスによって開発されたスマートフォンである。

## 概要
インドや韓国、香港、シンガポール、イギリス、日本などでリリースされた。上部に時間を常時表示できるサブディスプレイを搭載している。
日本ではジュピターテレコム（J:COM MOBILE）およびUQコミュニケーションズ（UQ mobile）で取り扱う。